# 浅葱色
浅葱色（あさぎいろ）とは、ごく薄い藍色のことである。また、現在は明るい青緑をこう呼ぶこともある。
青色よりも緑に近く、花色より薄い。新選組が羽織等で使用したことで有名だが、武士の死に装束の色（『荘子』「碧血」の故事にちなむ）が本義である（碧血碑も参照）。
現在では神職の袴や陸上自衛隊の航空科の職種標識の色として用いられている。
しばしば淡い黄色の浅黄色（あさぎいろ　もしくは　あさきいろ）と混同されるが、別の色である。

## 浅葱色を含む言葉
- 浅葱裏（羽織の薄い藍染木綿の裏地のこと。転じてこのような羽織裏が時代遅れになってからも着用していた田舎の士のことをあざけって言うことば。）
きらはれるくせに女郎を浅葱好き
- 水浅葱（ごく薄い浅葱色のこと。転じて囚人服の色だったことから囚人服の隠語。）
親分は水浅葱まで着た男
- 浅葱の袍（五位、六位の官人の制服。転じて五位、六位の官人のこと。）
- 浅葱幕 歌舞伎で使う薄水色の布地で、場面転換や水面等を現すときに使う。
- アサギマダラ（羽が浅葱色をした蝶）
- 浅葱石（日本産新鉱物の一つ。浅葱色を呈するため命名された）